# 优美科
优美科（Umicore N.V./S.A.）是一家总部位于比利时布鲁塞尔的有色金属公司。始创于1805年，1989年复建，涉足材料科学、化学和冶金等领域。
优美科是一家由 Marc Grynberg 领导的公司，成立于 1989年，在 BEL 20上市。